# بيت العمدة التراثي (العوامية)
بيت العمدة هو أحد أبنية مشروع وسط العوامية يمثل تحفة فنية معمارية أصيلة تحاكي البيت القطيفي الشعبي  في شرق المملكة العربية السعودية .

## البناء
تبلغ مساحة البيت 400 متر مربع بني من مواد طبيعية دمجت بين الماضي والحاضر . ويتكون بيت العمدة من سبع غرف بالدور الأرضي، وسبع غرف أخرى في الدور الأول، بالإضافة الى مطبخ وفناء مفتوح في وسط البيت وغرفة "المربعة" وغرفة الخلوة. وفيه أبواب ونوافد خشبية وأسقف مصنوعة من "الحصير" و"البسكيل" و"الشندل"، أما الأرضيات فهي مصنوعة من الحجر البحري و"الصبان" والطين المحروق (الجص).

## المعمار
تم تصميم بيت العمدة على نمط معمار القطيف حيث طليت الأبواب الخشبية الداخلية للمنزل باللون الأزرق ويعود وجود اللون الأزرق الذي صبغت به أبوابه إلى كون عوائل القطيف الثرية، قبل السبعينيات، كانت تعمد إلى صبغ الأبواب والنوافذ باللون الأحمر أو الأخضر أو الأزرق. من جهتها، تُرجع بعض البحوث في تراث محافظة القطيف كثرة استخدام اللون الأزرق إلى "اللازورد" وهو حجر السعادة والمحبة الذي يعد من الأحجار الوفيرة والثمينة، إذ كان الأهالي يتباهون به منذ آلاف السنيين حتى في ملبسهم، كما كانت تزجج به أقنية الفخار. كما تم بناء "بادقير" أو ملقف الهواء في أعلى البيت، وهي طريقة التهوية القديمة التي كانت معتمدة في المنطقة. كما تم رسم زخارف جصية بأشكال هندسية وإسلامية على الواجهات الخارجية والداخلية وعلى الروازن الخارجية والداخلية والمحاريب والأقواس.
وتمت زخرفة البيت بزخارف جصية في الممرات والغرف. وكانت هذه الزخارف تدل قديما على مكانة وغنى صاحب البيت. كما عمد الحرفيان إلى عمل بوابات منقوشة ونوافذ خشبية بالخشب الصلب وفتحات للإنارة تسمى "الروشن".

## المهندسين
صمم بيت العمدة بفن معماري أصيل، ونفذه تحت إشراف أمانة المنطقة الشرقية الحرفيان حبيب آل سليس وعباس آل عبد الغني المتخصصان في بناء وترميم البيوت التراثية، وهما معتمدان من الهيئة العامة للسياحة والتراث الوطني.